# Sweet 75
Sweet 75 was een popgroep, gevormd door Krist Novoselic in 1995 na de dood van Nirvana's voorman Kurt Cobain.
De groep maakte maar één album (Sweet 75) dat op 26 augustus 1997 uitkwam. Het bestond uit 14 nummers en was een commerciële flop. De single die uitkwam was Lay Me Down en bevatte naast dat nummer de nummers La Vida en Soap Zone.

## Bandleden
- Krist Novoselic: gitaar
- Yva Las Vegas: basgitaar/zang
- Adam Wade: drum
- Bill Riefling: drum

## Tracklist
1. Fetch
2. Lay Me Down
3. Bite My Hand
4. Red Dress
5. La Vida
6. Six Years
7. Take Another Stab
8. Poor Kitty
9. Ode To Dolly
10. Dogs
11. Cantos De Pilon
12. Nothing
13. Japan Trees
14. Oral Health